# 84996 Hortobágy
84996 Hortobágy è un asteroide della fascia principale. Scoperto nel 2003, presenta un'orbita caratterizzata da un semiasse maggiore pari a 2,9825286 UA e da un'eccentricità di 0,0995727, inclinata di 9,05108° rispetto all'eclittica.
L'asteroide è dedicato all'omonimo parco naturale ungherese, inserito dall'UNESCO tra i patrimoni dell'umanità nel 1999.